# Garry Hynes
Garry Hynes (Ballaghaderreen, 10 giugno 1953) è una regista teatrale irlandese.

## Biografia
Insieme a Marie Mullen e Mick Lally, Garry Hynes è stata una delle fondatrici del Druid Theatre Company nel 1975 e ne è stata direttrice artistica fino al 1991 e poi ancora ininterrottamente dal 1995. Molto attiva sulle scene dublinesi, la Hynes è stata direttrice artistica dell'Abbey Theatre dal 1991 al 1994 e successivamente ha diretto numerose opere teatrali per la Royal Shakespeare Company, il Kennedy Center e il Royal Court Theatre. 
Particolarmente apprezzata è stata la sua regia del dramma di Martin McDonagh The Beauty Queen of Leenane a Broadway e Londra, per cui ha vinto il Tony Award alla miglior regia di un'opera teatrale nel 1998. Nel 2004 ha diretto Cate Blanchett in Un tram che si chiama Desiderio al Kennedy Center. Dal 2017 un busto della Hynes è esposto alla galleria nazionale d'Irlanda.
È impegnata in un'unione civile con la regista Martha O'Neill dal 2014.